# Porajów
Porajów est une localité polonaise de la gmina de Bogatynia, située dans le powiat de Zgorzelec en voïvodie de Basse-Silésie.

## Situation
Porajów se situe à environ 11 kilomètres à l'ouest de Bogatynia, à 32 kilomètres au sud-ouest de Zgorzelec et à 157 kilomètres à l'ouest de la capitale régionale Wrocław.
Le village a une population de 1 513 habitants (recensement de 2011) et se trouve sur une ligne de chemin de fer et une route allant de Zittau en Allemagne au village de Hrádek nad Nisou dans le district de Liberec en République tchèque; cependant les trains ne s'arrêtent pas sur le territoire polonais.
Un viaduc ferroviaire historique relie Porajów à Zittau. Il y a aussi une église catholique du Sacré-Cœur de Jésus dans le village.

## Histoire
Le village a été mentionné pour la première fois au XIVe siècle, il était depuis gouverné par des ducs polonais locaux de la dynastie Piast, des rois de Bohême et de Hongrie, des électeurs saxons et des rois polonais, et de 1871 à 1945 il faisait partie de l' Allemagne. De 1920 à 1945, il était situé dans les limites de la ville voisine de Zittau, avant de redevenir un village séparé, dans le cadre de la Pologne d'après- guerre.

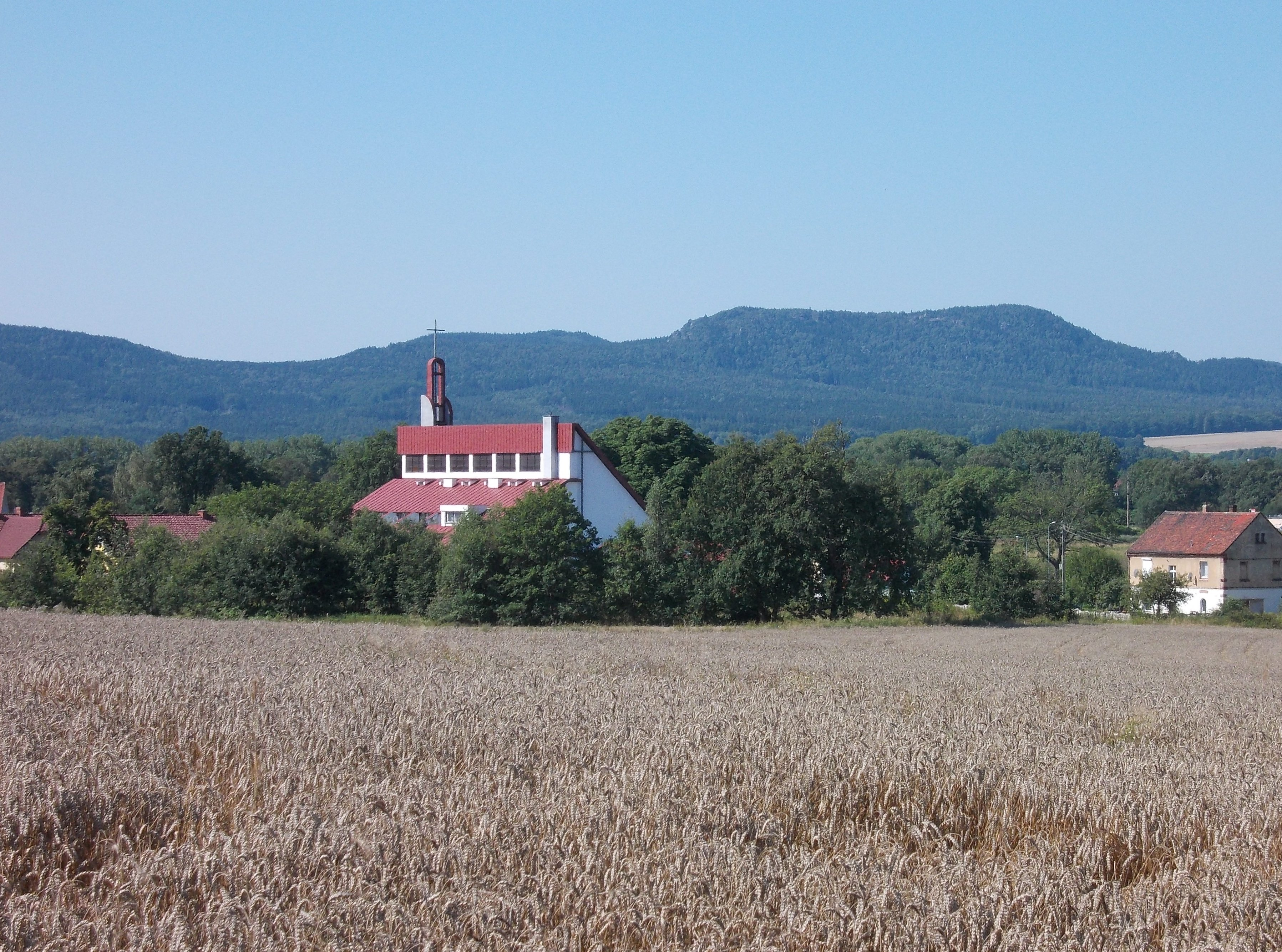
vue de l'église du village depuis la campagne.